# Pingo
Pingos (ou hidrolacólitos) são montes cônicos isolados, cujo núcleo é de gelo. A palavra vem do dialeto inuvialuk das línguas inuíte e significa pequeno morro. 
Os pingos são formados quando os lagos secam nas regiões de permafrost. Ao se congelar, a água existente sobre o solo do lago aumenta, empurrando para cima um monte de terra. 

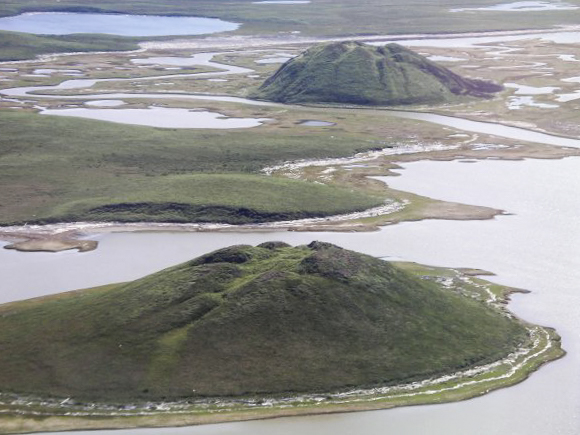
Pingos perto de Tuktoyaktuk

O maior pingo do mundo, se localiza no Canadá, perto de Tuktoyaktuk, na costa oeste do Ártico Canadense, medindo cerca de 50 m de altura e 300 m de circunferência.